# کانتون خیرون
کانتون خیرون (به اسپانیایی: Cantón Girón) یک منطقهٔ مسکونی در اکوادور است که در استان آزوای واقع شده‌است.

## خصوصیات
کانتون خیرون ۳۴۷ کیلومترمربع مساحت و ۱۲٬۵۸۳ نفر جمعیت دارد.